# Esquí acrobàtic als Jocs Olímpics d'hivern de 2018
Als Jocs Olímpics d'Hivern de 2018, que es van celebrar a la ciutat de Pyeongchang (Corea del Sud), s'hi van disputar deu proves d'esquí acrobàtic, cinc en categoria masculina i cinc en categoria femenina. Les proves van tenir lloc entre el 9 i el 23 de febrer de 2018.

## Resum de medalles

### Categoria masculina
| Prova                    | Or                        | Or                | Plata                    | Plata                    | Bronze                       | Bronze              |
| Bamps detalls            | Mikaël Kingsbury (CAN)    | 86.63             | Matt Graham (AUS)        | 82.57                    | Daichi Hara (JPN)            | 82.19               |
| Camp a través detalls    | Brady Leman (CAN)         | Brady Leman (CAN) | Marc Bischofberger (SUI) | Marc Bischofberger (SUI) | Sergey Ridzik (OAR)          | Sergey Ridzik (OAR) |
| Migtub detalls           | David Wise (USA)          | 97.20             | Alex Ferreira (USA)      | 96.40                    | Nico Porteous (NZL)          | 94.80               |
| Salts acrobàtics detalls | Oleksandr Abramenko (UKR) | 128.51            | Jia Zongyang (CHN)       | 128.05                   | Ilya Burov (OAR)             | 122.17              |
| Slopestyle detalls       | Øystein Bråten (NOR)      | 95.00             | Nick Goepper (USA)       | 93.60                    | Alex Beaulieu-Marchand (CAN) | 92.40               |

### Categoria femenina
| Prova                    | Or                    | Or                 | Plata                         | Plata                 | Bronze                 | Bronze            |
| Bamps detalls            | Perrine Laffont (FRA) | 78.65              | Justine Dufour-Lapointe (CAN) | 78.56                 | Yuliya Galysheva (KAZ) | 77.40             |
| Camp a través detalls    | Kelsey Serwa (CAN)    | Kelsey Serwa (CAN) | Brittany Phelan (CAN)         | Brittany Phelan (CAN) | Fanny Smith (SUI)      | Fanny Smith (SUI) |
| Migtub detalls           | Cassie Sharpe (CAN)   | 95.80              | Marie Martinod (FRA)          | 92.60                 | Brita Sigourney (USA)  | 91.60             |
| Salts acrobàtics detalls | Hanna Huskova (BLR)   | 96.14              | Zhang Xin (CHN)               | 95.52                 | Kong Fanyu (CHN)       | 70.14             |
| Slopestyle detalls       | Sarah Höfflin (SUI)   | 91.20              | Mathilde Gremaud (SUI)        | 88.00                 | Isabel Atkin (GBR)     | 84.60             |

## Medaller
| Posició | País                       | Or | Argent | Bronze | Total |
| 1       | Canadà                     | 4  | 2      | 1      | 7     |
| 2       | Suïssa                     | 1  | 2      | 1      | 4     |
| 2       | Estats Units               | 1  | 2      | 1      | 4     |
| 4       | França                     | 1  | 1      | 0      | 2     |
| 5       | Belarús                    | 1  | 0      | 0      | 1     |
| 5       | Noruega                    | 1  | 0      | 0      | 1     |
| 5       | Ucraïna                    | 1  | 0      | 0      | 1     |
| 8       | R.P. de la Xina            | 0  | 2      | 1      | 3     |
| 9       | Austràlia                  | 0  | 1      | 0      | 1     |
| 10      | Atletes Olímpics de Rússia | 0  | 0      | 2      | 2     |
| 11      | Regne Unit                 | 0  | 0      | 1      | 1     |
| 11      | Japó                       | 0  | 0      | 1      | 1     |
| 11      | Kazakhstan                 | 0  | 0      | 1      | 1     |
| 11      | Nova Zelanda               | 0  | 0      | 1      | 1     |
|         | Total                      | 10 | 10     | 10     | 30    |

## Classificació
Un màxim de 282 esportistes són els que podran participar en aquests Jocs. Cada comitè olímpic nacional pot aportar un màxim de 30 esportistes, amb un màxim de 16 homes i 16 dones. A cada prova se li atorga una quota de participants específica.